# Flytjärnen (Vänjans socken, Dalarna)
Flytjärnen är en sjö i Mora kommun i Dalarna och ingår i Dalälvens huvudavrinningsområde. Sjön har en area på 0,054 kvadratkilometer och ligger 271,5 meter över havet.

## Delavrinningsområde
Flytjärnen ingår i det delavrinningsområde (675969-139286) som SMHI kallar för Ovan Fännbäcken. Medelhöjden är 353 meter över havet och ytan är 9,97 kvadratkilometer. Räknas de 64 avrinningsområdena uppströms in blir den ackumulerade arean 763,98 kvadratkilometer. Vanån som avvattnar avrinningsområdet har biflödesordning 3, vilket innebär att vattnet flödar genom totalt 3 vattendrag innan det når havet efter 379 kilometer. Avrinningsområdet består mestadels av skog (66 procent) och sankmarker (19 procent). Avrinningsområdet har 0,05 kvadratkilometer vattenytor vilket ger det en sjöprocent på 0,5 procent. Bebyggelsen i området täcker en yta av 0,31 kvadratkilometer eller 3 procent av avrinningsområdet.